# Funció de Kampé de Fériet
En matemàtiques, la funció de Kampé de Fériet és una generalització de 2 variables de les sèries hipergeomètriques. Rep aquest nom en honor del matemàtic francès Joseph Kampé de Fériet, que va ser qui les va introduir.
La funció de Kampé de Fériet ve donada per:
{\displaystyle {}^{p+q}f_{r+s}\left({\begin{matrix}a_{1},\cdots ,a_{p}\colon b_{1},b_{1}{}';\cdots ;b_{q},b_{q}{}';\\c_{1},\cdots ,c_{r}\colon d_{1},d_{1}{}';\cdots ;d_{s},d_{s}{}';\end{matrix}}x,y\right)=\sum _{m=0}^{\infty }\sum _{n=0}^{\infty }{\frac {(a_{1})_{m+n}\cdots (a_{p})_{m+n}}{(c_{1})_{m+n}\cdots (c_{r})_{m+n}}}{\frac {(b_{1})_{m}(b_{1}{}')_{n}\cdots (b_{q})_{m}(b_{q}{}')_{n}}{(d_{1})_{m}(d_{1}{}')_{n}\cdots (d_{s})_{m}(d_{s}{}')_{n}}}\cdot {\frac {x^{m}y^{n}}{m!n!}}.}